# Biliran
Biliran é um província de  quarta classe de renda da província (d) na região Visayas Orientais (Região VIII), nas Filipinas. De acordo com o censo de 1 de maio  de  2020 possui uma população de 179 312 pessoas e 38 105 domicílios. 
A sua capital é Naval.

## Subdivisões
Municípios
- Almeria
- Biliran
- Cabucgayan
- Caibiran
- Culaba
- Kawayan
- Maripipi
- Naval